# Byers Green
Byers Green – wieś w Anglii, w hrabstwie Durham. Leży 10 km na południowy zachód od miasta Durham i 369 km na północ od Londynu. Miejscowość liczy 672 mieszkańców.